# Marino Di Teana
Marino Di Teana, właśc. Francesco Marino (ur. 8 sierpnia 1920 w Teana, zm. 1 stycznia 2012 w Périgny) – włoski rzeźbiarz, malarz, architekt, urbanista i filozof, zwany poetą przestrzeni. Był także dyplomowanym inżynierem.

## Życiorys
Studiował w Szkole Sztuk Pięknych w Buenos Aires (dokąd wyemigrował z Włoch w 1936). W 1953 wrócił do Europy i osiadł ostatecznie w Paryżu.
Autor ponad 50 rzeźb monumentalnych, w tym jednej z największych w Europie – przedstawiającej wyobrażenie Wolności w Fontenay. Wszystkie projekty wykonywał samodzielnie – poczynając od makiet. Ważnym elementem procesu tworzenia jest uwzględnianie przez artystę przyszłego otoczenia danej rzeźby – kontekst ten stanowił część założenia. Nazywał go kompleksem sygnifikatywnym (rzeźba – przestrzeń – otaczające budynki).
Rzeźby Marino Di Teany są konstruktywne i ewolucyjne – łączą w sposób całkowity rzeźbę z architekturą. Każda z jego rzeźb posiada „strukturę architektoniczną”. Artysta wyobrażał sobie możliwą ewolucję swoich rzeźb w przyszły pomnik, budynek, pałac, kompleks budynków, czy miasto. Jego prace znajdują się w kolekcjach publicznych muzeów (m.in. Centre Georges Pompidou, National Modern Art Museum, The new Contemporary Art Museum MACVAL, FRAC-National Funds for Contemporary Art) oraz kolekcjach prywatnych (m.in. Francois Pinault, The Marcel Joray w Szwajcarii, The Thomas Neirynk donation w King Baudouin Foundation w Belgii).
W październiku 2009 odbyła się kompleksowa wystawa prac artysty podczas Międzynarodowego Triennale Rzeźby w Poznaniu, zatytułowana Rzeźba architektoniczna i monumentalna.

## Nagrody
Marino Di Teana był wielokrotnie nagradzany prestiżowymi nagrodami – m.in. I nagrodą Saint-Gobain (1962) i srebrnym medalem na Międzynarodowym Kongresie Architektury w Bochum (nagroda dzielona z Le Corbusierem).

## Życie prywatne
Syn artysty, Nicolas Marino, był współorganizatorem wystaw ojca.